# Wasquehal
Wasquehal település Franciaországban, Nord megyében. Lakosainak száma 20 674 fő (2022. január 1.). Wasquehal Mouvaux, Villeneuve-d’Ascq, Croix, Marcq-en-Barœul, Tourcoing és Roubaix községekkel határos.

## Népesség
A település népessége az elmúlt években az alábbi módon változott:
| Lakosok száma | 20 990 | 20 963 | 20 983 | 20 479 | 20 485 | 20 860 | 20 980 | 20 836 | 20 674 |
|               | 2013   | 2015   | 2016   | 2017   | 2018   | 2019   | 2020   | 2021   | 2022   |